# 十億追殺令
《十億追殺令》（日語：藁の楯）是一部改编自木内一裕原著小说《稻草之盾》的日本驚悚动作电影，是日本电视台开播60周年紀念电影。2013年在日本上映，由大澤隆夫、松嶋菜菜子、岸谷五朗、藤原龍也等人主演，导演为三池崇史。2013年4月26日起在丸之内皮卡迪利ー1、新宿皮卡迪利、涉谷HUMAX CINEMA、TOHO CINEMAS六本木Hills等全国公映。
在日本全国325家电影院上映，2013年4月27、28日两天内票房收入為1億8,692万8,400日圓，動員观影人数达到14万5,148人，为电影初登票房排行榜排名第五位（票房通讯社数据）。

## 剧情梗概
前任经团连会長蜷川隆兴在日本金融界是具执牛耳之勢的人物，他6岁的孙女蜷川知香被人发现死于下水道中。經過警方調查，兇手为剛假释出狱的清丸国秀，他在八年前因强奸并杀害一名少女而入狱。
蜷川为了杀死在逃的清丸以替孫女報仇，便向全日本國民发布“杀死清丸者，悬赏10亿日元奖励”的懸賞令，请求所有国民帮助杀死清丸。蜷川在悬赏令中添加兩項但書：其一为杀害清丸或使清丸因伤致死者，其二为拥有国家许可杀死清丸者；而前者必须接受有罪判决，人数不限。蜷川的悬赏令發布出去後，全日本國民頓時陷入「為賞金不擇手段」的瘋狂狀態。人在福冈的清丸發現自己身處險境，不得已只得主动向福冈警方投案。
警视厅高层为了在48小时内将清丸安全的从福冈移送至东京，也为了日本警界的威信，以全体一亿两千万的国民为敌，破例在此次移送任务中对清丸配备带枪警護（SP）。警护成员包括警视厅警備部警護課第4科警部補銘苅一基和第3科巡查部長白岩篤子，还有警视厅捜査一課的警部補奥村武、巡査部長神箸正樹，以及一名从福冈出发的同行警員関谷賢示。此时五名警护成员之间因為蜷川的悬赏令，已经开始有了互不信任的气氛。
警视厅的警护成员在抵达福冈后，得知清丸因遭到福冈拘留所的警员袭击而受伤，便改道前往收治清丸的九州中央医院，并在此与関谷会合。在医院中，一名护士藉由替清丸療傷的機會，企图以KCL制剂杀死清丸，卻遭到警护成员合力制止。等到移送任务開始時，一名航空公司的地勤維修員工被怀疑对预定运送清丸的飞机做手脚而遭到逮捕，警视厅只得放棄以航空运送清丸的计划，改以陸路方式运送清丸。
警视厅以350名警员组成的警车护送大部队从地面移送清丸，還故布疑陣，在车队中安排五辆押运疑犯用的警备车，以迷惑為領取賞金而企图袭击清丸的人。當车队在北九州的高速公路上行进时，一辆携带爆炸物的槽罐车从公路出口逆向行驶直扑警护车队。神箸見狀，跳上警车顶射击槽罐车司机，以阻止其袭击行动，白岩則跳上警备车駕駛座讓警备车往後退，最後槽罐车爆炸起火。屋漏偏逢連夜雨，护卫警队中的两名警员乘机衝入载有清丸的警备车，欲强行将其射杀以領取賞金，在千鈞一髮之際，銘苅挺身为其挡住子弹，所幸因防弹衣的保护，傷勢才沒有大碍。察觉到警视厅内部有人洩密的警护成员，在征得高级指挥官高峰的支持后，决定采取障眼法，以原移送车队为影子部队继续前进，警护成员则带清丸乘坐新干线前往东京。
然而在登上列车后不久，一群闻风而至的黑社会份子持槍衝入車廂，欲殺害清丸以領取賞金，與警护成员展開枪战，神箸因此殉职。之后列车停靠在新神户站，當警护成员疏散列车上所有乘客时，一名因负债累累而走投无路的企业主劫持一名女童，以作為換取自己殺死清丸領取賞金的籌碼。最後関谷在不得已的情況下开枪将企业主击毙，他也因此被帶回當地警局接受調查。至此警护成员只剩下三人，銘苅決定停止疏散行動，並要求車長将列车直接驶往东京，在列车通过名古屋站之后，車長告知警护成员，因前方轨道上有看似被人故意放置的障碍物，列车必須停驶。警护成员知道這是有人為了領取賞金在搞鬼，便帶著清丸下车，以其他的方式前往东京。
一行人在途中拦下一辆私家车，将其征用以前往目的地，但他們却意外发现私家车主人正是清丸八年前所杀害的少女——西野惠美的父亲。在强行制服了欲将清丸杀死的惠美之父后，警护成员決定調查到底是哪個警视厅內賊洩露了清丸的位置。經過一番搜查，銘苅和白岩发现了奥村手腕中植入的微芯片。原來奥村也覬覦蜷川的賞金，他坦承只要用微芯片持续将清丸的位置以GPS提供给蜷川，就算别人杀了清丸，他也能获得10亿日元的奖赏。奥村還告訴銘苅和白岩，這次移送任务其實是蜷川一手佈下的局。為了確保任務成功，銘苅和白岩只得拋下奥村，將他交給警方看管，他們則帶著清丸继续上路。
遭到拋棄的奥村向警方透露消息，說警护成员已被清丸劫持为人質，警视厅因此下令“万不得已时便可射杀清丸”。至此蜷川的第二項但書——“拥有国家许可杀死清丸者”已經达成，警员可以以职务之便射杀清丸。此时銘苅等人受到一名个体出租车司机的协助，得以成功通过了静冈县警察的沿路盘查。之后車上的广播中传来清丸母亲自杀的消息，得知此事的清丸要求下车休息，銘苅和白岩便答應他的要求。此时銘苅接到蜷川的电话，他以30亿日元作為獎賞，要求銘苅杀死清丸。而在同一時間，清丸乘白岩一时大意将其击倒并顺势夺枪杀死了白岩。目睹此景的銘苅既震驚又憤怒，遂向清丸道出自己悲慘的經歷。原來當年銘苅怀有身孕的妻子被無照又酒後駕車的卡车司机撞死，而這個司机又有車禍撞死人的前科，銘苅因此悲憤不已，恨不得能親手殺死司机。銘苅還告訴清丸，在五名警护成员中，最想击杀清丸的就是他自己。不過最终銘苅基於職責和道德的考量，没有杀死清丸。
歷經千辛萬苦之後，銘苅終於將清丸護送到东京，但蜷川卻也在此時現身。銘苅劝说蜷川停止悬赏行動，不要再讓更多無辜的人牽連進去，但憤憤不平的蜷川完全聽不進去，還抽出預藏的短刀欲當眾亲手杀死清丸，卻遭到銘苅的極力攔阻，兩人拉扯間，蜷川的短刀掉在地上，清丸眼見機不可失，拾起短刀欲刺殺蜷川，沒想到反而刺伤挺身護衛的銘苅。
最后，蜷川因為教唆杀人的罪行遭到逮捕，清丸也被判處死刑，他在聆聽審判時說道：「我很後悔，早知道會被判死刑，當初應該殺更多一點。」而銘苅傷癒后带上白岩的小孩一起走向远方。

## 宣传标语
- この男を殺してください。御礼に10億円差し上げます。（テイザー版）[11]
- 日本全国民が、敵になる―（海报版）[12]
- 懸賞金10億円の凶悪犯を護送せよ!（海报版）[13]

## 主要登場人物

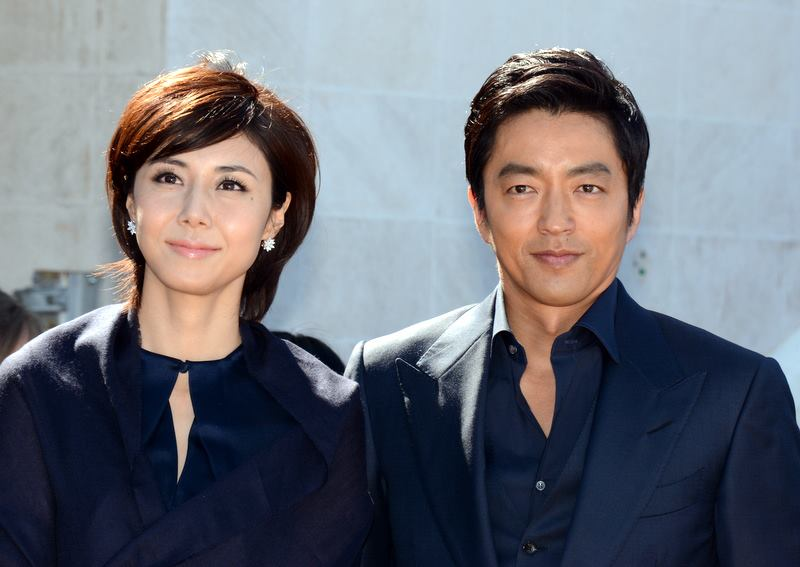
大泽隆夫和松岛菜菜子在2013年戛纳电影节展台上。

銘苅一基：大澤隆夫
警視厅警備部警護課警護第4科所属SP，階級为警部補。三年前，怀有身孕的妻子被一名有肇事前科的醉酒司机撞死。
白岩篤子：松嶋菜菜子
警視厅警備部警護課警護第3科所属SP，階級为巡査部長。擒拿和射击技术一流。是一名有一个三年级男孩的单身母亲。影片临近结尾时被清丸偷袭并开枪杀死。
奥村武：岸谷五朗
警視厅刑事部捜査第一課刑警，階級为警部補。清丸国秀移送成员之一。因為覬覦蜷川隆興的賞金而將清丸的位置洩露出去，使所有移送成员為了應付接連不斷的刺殺行動而疲於奔命。
神箸正樹：永山絢斗
警視厅刑事部捜査第一課刑警，階級为巡査部長。清丸国秀移送成员之一。由於曾目击蜷川知香被殺害的現場，因此对身为罪犯的肉盾素有不满。在前往东京的新干线上与黑帮分子的交火中殉职。
関谷賢示：伊武雅刀
福岡县警察刑事部捜査第一課刑警，階級为巡査部長。清丸国秀移送成员之一，也是唯一一名非警視厅内成员。在新神户站为制止欲伤害被劫持女孩的劫匪而开枪将其击毙。
由里千賀子：余貴美子
出租车司机。在箱根经营私人出租车，帮助移送清丸国秀。
大木係長：本田博太郎
警視厅警備部警護課警護第4科科长，階級为警部。銘苅一基的上司，指派銘苅担任此次移送任务的警護。
清丸国秀：藤原龍也
殺人犯。八年前因杀害一個名叫西野惠美的少女而入狱。从看守所出狱数月后，在世田谷的下水道对蜷川知香实施暴行并最终将其杀害。
蜷川隆興：山崎努
曾擔任经团連会長的富有资本家，遭清丸殺害的蜷川知香的祖父。因孙女之死而悬赏10亿日元，呼吁所有国民杀死清丸。
高峰警視正：伊吹剛
清丸移送行动的指揮責任人，在发生高速公路袭击事件之后欲宣布停止移送。

## 制作人员
- 原作：木内一裕（日语：きうちかずひろ）
- 導演：三池崇史
- 编剧：林民夫（日语：林民夫）
- 配乐：遠藤浩二（日语：遠藤浩二）
- 製作指揮：城朋子（日语：城朋子）、威廉·艾尔顿
- 執行製作人：奥田誠治（日语：奥田誠治 (映画プロデューサー)）、小岩井宏悦（日语：小岩井宏悦）
- 製作人：北島直明、坂美佐子、前田茂司（日语：前田茂司）
- 摄影：北信康（日语：北信康）
- 照明：渡部嘉
- 美術：林田裕至（日语：林田裕至）
- 录音：中村淳
- 装飾：坂本朗
- 編集：山下健治（日语：山下健治）
- 副導演：渡边武
- 音響効果：柴崎憲治（日语：柴崎憲治）
- CGI导演：太田垣香織（日语：太田垣香織）
- 角色总监：伊東雅子
- 执行制片人：今井朝幸、善田真也
- 制作担当：堀岡健太、中島正志
- 枪战特效：BIG SHOT（日语：ビッグショット (特殊効果)）
- 台湾製片：張華坤
- 警察監修：古谷謙一
- 台湾协助：城市電影公司、臺北市政府、臺北市政府文化局、台北市電影委員會、台灣高鐵公司
- 制作协助：乐映舍（日语：楽映舎）
- 配給：日本華納家庭娛樂
- 製作出品：日本電視台、华纳兄弟电影
- 製作：映画「藁の楯」製作委員会（日本電視台、华纳兄弟影业、讲谈社、雅虎日本、JR东日本企画（日语：ジェイアール東日本企画）、讀賣電視台、札幌電視台、宮城電視台、靜岡第一電視台、中京電視台、廣島電視台、福岡放送）

## 制作

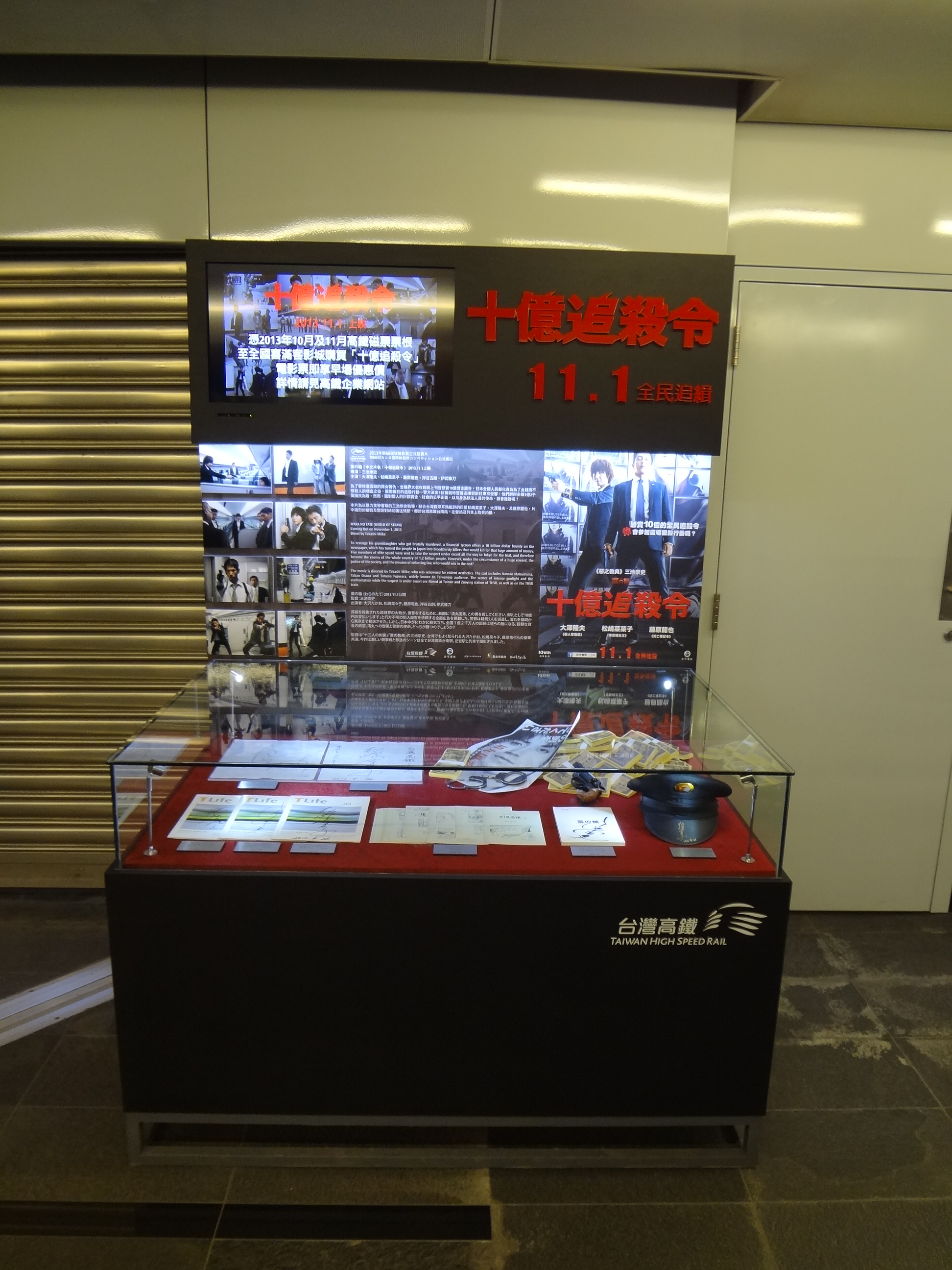
台北車站地下一樓展示《十億追殺令》演員及導演簽名

影片改编自木内一裕2004年发表的小说《稻草之盾》。2012年8月19日开机，2012年10月上旬杀青。男女主角扮演者的大泽隆夫和松岛菜菜子自电影《眉山》以来，时隔6年之后再度合作。动作场面的拍摄在名古屋市和三重县四日市港以及台湾等地完成。另外，考虑到调度困难和安全保障问题，日本国内未能许可影片在新干线取景拍摄，剧组因而选择采用新干线相似技术的台湾高铁来完成以铁路进行移送的部分场景。这是在日本电影史上首次使用台湾高铁进行拍摄。对此，导演三池崇史表示「日本ではここまでだよねという了解を、映画を作る我々が持ってしまっている。それを崩そうと思った。」。
在片中，松岛菜菜子把头发剪短，以较为精干的形象素面示人。谈到电影时，大泽隆夫表示自己也是原著小说的粉丝，一直都在期待能拍这部片子。
本片曾入围第66届戛纳影展的主竞赛单元，参加金棕榈奖的角逐。由于电影节的得奖作品向来偏向艺术性较强的电影，入围戛纳影展参赛单元的娱乐片一向少见，对此三池崇史2012年在向主办方发言时也表示“说实话，这令我很惊讶”，直言「因为娱乐元素较强，当初曾被说不适合戛纳电影节。但若能得到肯定的话，当然想。我自己也很少拍这样风格的作品，这是一部毛色稍微不同的影片，如果能在电影节中给观众带来乐趣，成为一个刺激，我们就已经很开心了」，并表示「相信观众们看的很开心，但我更希望能够同时听到表扬与批评的声音。」。过去曾在公映时被观众痛批的三池，对于此次在戛纳电影展遭到的批评也回应说「对于自己的作品，这些都在预料中」。

## 评价
2013年5月20日，《十億追殺令》在戛纳首映，观众反响热烈，但影评界却恶评如潮。戛纳影展首映影片放映结束后，在场两千名观众起立鼓掌长达五分钟。《爱尔兰时报》评价本片“动作戏一流”、“如此贯彻自由民主主义理念以及陪审制度的动作片是比较少见的”。有影评人评价本片节奏明快，高度娱乐性。英国影评人吉奥夫·安德鲁评价道：“影片毫无意义地强调演员夸张的演技，甚至到了可笑的程度，而故事的展开也相当陈腐。”戛纳电影节场刊《SCREEN》评价对本片评价为1.3分，《The Hollywood Reporter》形容该片是“缺乏新意的B级片”。《CineVue》评价本片为“完全失败的作品”，满分5分的评分仅给出了1分，《Electric Sheep》则形容形容本片为“就像铅气球坠落”。有評論强调片中大泽隆夫所饰演的角色过于“去人性化”，过分的追求工作荣誉性以至于显得泯灭了人性，使得角色欠缺说服力。有评论指导演将台湾高铁700T型电力动车组改头换面充当新干线“显示出灵活变通的一面”，但在处理高速公路押送疑犯等动作场面上过于夸张。也有评论将本作称之为“又一部假大空的电影”。更有评论指出本片在剧情上“漏洞百出”，只抓了主题而忽略了细节，在质疑司法公正方面缺乏新意，毫无戛纳影展参赛影片气质。

## 主題歌
- 氷室京介「NORTH OF EDEN（日语：NORTH OF EDEN (氷室京介の曲)）」（日本華納音樂）Produced by Rob Cavallo